# Owsianiki (rejon wilejski)
Owsianiki (biał. Аўсянікі; ros. Овсяники) – wieś na Białorusi, w obwodzie mińskim, w rejonie wilejskim, w sielsowiecie Ilia.

## Historia
W czasach zaborów wieś w okręgu wiejskim Stajki, w gminie Krajsk, w powiecie wilejskim, w guberni wileńskiej Imperium Rosyjskiego. W 1866 roku liczyła 108 mieszkańców (44 dusze rewizyjne) w 10 domach, należała do dóbr Czarnorucz, własność Kowerskich.
W latach 1921–1945 wieś leżała w Polsce, w województwie wileńskim, w powiecie wilejskim, w gminie Olkowicze, od 1 stycznia 1926 w gminie Ilia.
Według Powszechnego Spisu Ludności z 1921 roku zamieszkiwało tu 234 osoby, 17 było wyznania rzymskokatolickiego a 11 prawosławnego. Jednocześnie 26 mieszkańców zadeklarowało polską a 2 białoruską przynależność narodową. Były tu 42 budynki mieszkalne. W 1931 w 47 domach zamieszkiwało 248 osób.
Wierni należeli do parafii rzymskokatolickiej i prawosławnej w Olkowiczach. Miejscowość podlegała pod Sąd Grodzki w Ilii i Okręgowy w Wilnie; właściwy urząd pocztowy mieścił się w Okowiczach.
W wyniku napaści ZSRR na Polskę we wrześniu 1939 miejscowość znalazła się pod okupacją sowiecką. 2 listopada została włączona do Białoruskiej SRR. Od czerwca 1941 roku pod okupacją niemiecką. W 1944 miejscowość została ponownie zajęta przez wojska sowieckie i włączona do Białoruskiej SRR.
Od 1991 w składzie niepodległej Białorusi.